# Parijs-Roubaix 1900
De 5e editie van de wielerwedstrijd Parijs-Roubaix werd gereden op 15 april 1900. De wedstrijd was 268 km lang. Van al de deelnemers wisten er 10 de eindstreep te halen. De wedstrijd werd gewonnen door Émile Bouhours.

## Uitslag
| Plaats  | Naam                  | Tijd      |
| ------- | --------------------- | --------- |
| Winnaar | Émile Bouhours        | 7u10’30”  |
| 2       | Josef Fischer         | +18’00”   |
| 3       | Maurice Garin         | +38’30”   |
| 4       | Lucien Itsweire       | +56’30”   |
| 5       | Oscar Lepoutre        | +1’55’30” |
| 6       | Edouard Simon         | +3’29’30” |
| 7       | Edouard Dubreucq      | +3’37’30” |
| 8       | Hippolyte Aucouturier | +4’01’30” |
| 9       | Émile Paigie          | +5’04’30” |
| 10      | Lucien Pothier        | +5’39’30” |

1896 · 
1897 · 
1898 · 
1899 · 
1900 · 
1901 · 
1902 · 
1903 · 
1904 · 
1905 · 
1906 · 
1907 · 
1908 · 
1909 · 
1910 · 
1911 · 
1912 · 
1913 · 
1914 · 
1915 · 
1916 · 
1917 · 
1918 · 
1919 · 
1920 · 
1921 · 
1922 · 
1923 · 
1924 · 
1925 · 
1926 · 
1927 · 
1928 · 
1929 · 
1930 · 
1931 · 
1932 · 
1933 · 
1934 · 
1935 · 
1936 · 
1937 · 
1938 · 
1939 · 
1940 · 
1941 · 
1942 · 
1943 · 
1944 · 
1945 · 
1946 · 
1947 · 
1948 · 
1949 · 
1950 · 
1951 · 
1952 · 
1953 · 
1954 · 
1955 · 
1956 · 
1957 · 
1958 · 
1959 · 
1960 · 
1961 · 
1962 · 
1963 · 
1964 · 
1965 · 
1966 · 
1967 · 
1968 · 
1969 · 
1970 · 
1971 · 
1972 · 
1973 · 
1974 · 
1975 · 
1976 · 
1977 · 
1978 · 
1979 · 
1980 · 
1981 · 
1982 · 
1983 · 
1984 · 
1985 · 
1986 · 
1987 · 
1988 · 
1989 · 
1990 · 
1991 · 
1992 · 
1993 · 
1994 · 
1995 · 
1996 · 
1997 · 
1998 · 
1999 · 
2000 · 
2001 · 
2002 · 
2003 · 
2004 · 
2005 · 
2006 · 
2007 · 
2008 · 
2009 · 
2010 · 
2011 ·
2012 · 
2013 ·
2014 ·
2015 ·
2016 ·
2017 ·
2018 ·
2019 ·
2020 · 
2021 · 
2022 · 
2023 · 
2024 · 
2025